# Alfred Schmidt (Politiker, 1938)
Alfred Schmidt (* 4. September 1938 in Korbach) ist ein deutscher Unternehmer und Politiker (FDP).

## Leben und Beruf
Nach dem Besuch der Volksschule absolvierte Schmidt zunächst eine Malerlehre. Er legte 1960 die Prüfung zum Malermeister ab und besuchte anschließend die Höhere Fachschule in Stuttgart. Zunächst Geschäftsführer, gründete er 1965 einen Malerbetrieb in Kassel.

## Partei
Schmidt schloss sich 1962 der FDP an, war von 1964 bis 1973 Mitglied der Jungdemokraten und seit 1968 deren Bezirksvorsitzender in Nordhessen. Er gehörte von 1971 bis 1981 dem Landesvorstand der FDP Hessen an und wurde 1979 zum Vorsitzenden des FDP-Bezirks Nordhessen gewählt.

## Abgeordneter
Schmidt war von 1972 bis 1974 Stadtrat im Magistrat der Stadt Kassel. Dem hessischen Landtag gehörte er von 1974 bis 1982, von 1983 bis 1987 sowie von 1991 bis 1995 an. Im Parlament war er u. a. medienpolitischer Sprecher der FDP-Fraktion und zeitweise auch Vizepräsident des Landtags.

## Öffentliche Ämter
Schmidt amtierte vom 24. April 1987 bis zum 5. April 1991 als hessischer Staatsminister für Wirtschaft und Technik in der von Ministerpräsident Walter Wallmann geführten Landesregierung.

## Ehrungen
2008 wurde Schmidt mit der Wilhelm-Leuschner-Medaille, der höchsten Auszeichnung des Landes Hessen geehrt.